# Julia Wilmotte Henshaw
Pour les articles homonymes, voir Wilmotte.
Julia Wilmotte Henshaw (née Julia Wilmotte Henderson le 8 août 1869 – morte le 18 ou 20 novembre 1937) est une botaniste, géographe, écrivaine et militante canadienne. Elle s'est notamment distinguée lors de son travail pour la Croix-Rouge lors de la Première Guerre mondiale.

## Jeunesse
Julia Wilmotte Henderson naît en 1869 à Durham, en Angleterre. Elle fait partie d'une famille de huit enfants. Elle étudie en France et en Allemagne avant de déménager au Canada.
Le 15 juin 1887, elle se marie avec Charles Grant Henshaw (6 juillet 1860-c.1927) à Montréal. Le couple aura un enfant, Doris (20 septembre 1889-c.1974), puis s'installe en Colombie-Britannique en 1890,.
On attribue parfois par erreur à Julia Henshaw la découverte de Cypripedium acaule,, alors que cette dernière a été recensée au moins depuis 1789 et connue dans les Rocheuses canadiennes depuis au moins 1897. Cette erreur résulterait d'une incompréhension de l'une de ses déclarations, où elle dit : « La Pink Lady's Slipper [C. acaule] est si rare dans les Rocheuses que je considère que l'avoir découverte en 1903 est le couronnement de ma carrière de botaniste dans cette région,. »

## Première Guerre mondiale
Henshaw voyage en France peu avant la Première Guerre mondiale. Lors de son retour, elle prône la conscription et des levée de fonds pour les services d'ambulance. Elle s'adresse principalement à des femmes, dont certaines ont obtenu le droit de vote par le Wartime Elections Act (en) de 1917.
En 1915, elle intègre les rangs du Royal Army Medical Corps comme conductrice d'ambulance géré par la Croix-Rouge britannique. Elle est promue au rang de capitaine, puis devient vice-présidente de l'Imperial Order Daughters of the Empire (en).
Elle est récompensée de la Croix de Guerre pour avoir « récupéré et évacué avec dévouement et courage des gens lors de bombardements,,. »

## Autres travaux
Henshaw a fait la cartographie des terres de l'île de Vancouver en 1910–1911. La Royal Geographical Society l'a accueillie dans ses rangs en 1911. Elle a également écrit pour deux journaux de Vancouver. En 1914, son mari et elle seraient les premières personnes à avoir traversé les Rocheuses canadiennes en voiture[source insuffisante].